# Gangapur (Uttar Pradesh)
Gangapur (hindi गंगापुर) – miasto w północnych Indiach w stanie Uttar Pradesh, na Nizinie Hindustańskiej.
Populacja miasta w 2001 roku wynosiła 6388 mieszkańców.